# بیووا (نوادا)
بیووا (به انگلیسی: Beowawe) یک منطقهٔ مسکونی در ایالات متحده آمریکا است که در شهرستان یورکا، نوادا واقع شده‌است.